# إبراهيم بي. سيد
إبراهيم بي. سيد (بالإنجليزية: Ibrahim B. Syed)‏ هو إشعاعاتي ‏ هندي، ولد في 16 مارس 1939 في بالاري ‏ في الهند.